# Гленфиннан
Гленфиннан (англ. Glenfinnan, гэльск. Gleann Fhionnainn) — деревня в Шотландии, расположена у северного края озера Лох-Шил.
Известна тем, что отсюда началось Второе якобитское восстание под предводительством «молодого претендента» Карла Эдуарда Стюарта.

## Отражение в культуре
- В современной культуре известно также как место рождения Коннора и Дункана Маклаудов.
- Эта местность также известна благодаря виадуку — он и есть та самая дорога в Хогвартс, по которой ехал Хогвартс-экспресс в фильме[1].
- Деревня Гленфиннан упоминается в композиции «Rebellion» немецкой метал-группы Grave Digger, исполненной в качестве кавера группой Van Canto.